# アキヨシカズタカ
アキヨシ カズタカ（1975年 - ）は日本の漫画家。大分県大分市出身。大分県立大分舞鶴高等学校、明治大学理工学部を卒業。

## 略歴
大学時代は生田漫画研究同好会に所属。そのかたわら、近藤るるるの元でアシスタントをし卒業後も続けた。
後に独立し、デビュー。和六里ハルとはアシスタント同期。ファミ通ブロスやアンソロジー等で別名義の読切を多数手がけていた。
アキヨシカズタカとしての制作は多岐に渡り、実地で調べ上げた取材を元にマンガを描く事を得意とする傾向がある。
義務教育教材やレーベルのデザインなども手がけ、小林旭のCDジャケットのイラストなども担当。愛車のモンキーに200万円かける程のミニバイク好き。
同郷の漫画家で、望月三起也一門の田辺節雄と交友関係があり、田辺のアシスタントを務めたこともある。

## 作品リスト
- マンガで学ぶバイクのギモン - 内外出版社
  - バイク専門誌月刊ヤングマシンにてテーマごとに執筆。ヤングマシンのキャラクターという事で、ヤン造とマシ男。オーリンズサスペンション編、アライヘルメット制作編、アールズギアワイバーンマフラー制作編、那須スポーツランドライディングスクール編、筑波サーキット編、袖ヶ浦サーキット３時間耐久レース編、カーアカデミー那須高原大型二輪免許取得編。以上、全５回（全７エピソード）連載。
- コロニーな生活てくてくコロプラファンブック - エンターブレイン
  - 47都道府県を青春18きっぷを使って、13日間で日本一周した記事とマンガとイラストが収録。
- しんりゃくし隊のメイド3 - ファミ通DX
  - エンターブレインファミ通の携帯Webサイトにて、月～金曜日の日刊連載作品。メイドロボ3人と謎の1匹のテンション高めのギャグマンガ。
- 僕のいぬまーるかんさつ日記 - ファミ通DX
  - ほのぼのSF犬マンガ。メイド3のキャラクターも登場。月～金曜日の日刊連載作品。
- りあじゅっ! - ファミ通クリア
  - 恋するユニフォーム（単行本）の作品。
- 双月巫女 - コミックフラッパー（全3巻）
  - 国東（くにさき）半島をモデルにした国東（クニアズマ）が舞台の物語。未来の火星テラフォーミング関連の叙情的SFマンガ。2008年星雲賞ノミネート作品。
- モンキーマジック（全2巻） - ヤングキング別冊キングダム、少年画報社
  - 単行本によれば改造は全て実地で実験をしたとの事。書店販促用で流通した限定同人誌がある。
- モンキーマジックR - 少年画報社（特別読切）
- ぽりかぶ - 少年画報社（特別読切）
- カリスマ栄養士バランスA子さん - 少年画報社（短期集中連載）
  - 番外編が3回連載。
- ねんじゅうシマようび - 芳文社（読切）
- はちじょ! ハーレムアイランド
  - NTTソルマーレ提供のデジタルコミックにて配信。八丈島を訪れた青年と、彼を『ためとも』と呼び慕う4人の女の子の物語。のちにメディアファクトリーから単行本化。
- げんつき 相模大野女子高校原付部 - コミックフラッパー（全4巻）
  - コミュニティラジオ局FMhot839（FM83.9MHz）それいけ！さがみ月光団！番組内にて、ラジオドラマ2014年3月から2016年1月まで放送。
- 木が食料を生む - 大分県教育委員会
  - 平成27年度より大分県の義務教育教材副読本として国東半島宇佐地域の世界農業遺産を紹介するマンガ冊子を手がける。小中学校の学校教材および公共施設にて閲覧用として頒布。
- かたるし 〜ののかの国東不思議探訪〜 - 一迅社（全1巻）
  - 月刊コミックREXにて1話完結の読切として不定期掲載。単行本発売後、大分合同新聞に新刊書評、著者近影記事、日曜版朝刊第1面コラムが掲載。国東市教育委員会を通じて国東市内の全小中高で学校図書として設置。文化庁文化財部の日本遺産ポータルサイトにて作品紹介されている。全1巻として一迅社からは出版。
- とことこ～或る秘境の日常～ - 協力:ヤマハ発動機
  - 秘境100選の地域の四季折々の日常を綴った憧憬的な写真集。
- マンガふるさとの偉人三浦梅園 - 国東市教育委員会
  - 江戸時代の地元の思想家、三浦梅園（1723 - 89年）の生涯をマンガで描いた本を出版。令和4年4月より頒布。大分空港の宇宙港化が話題になる中、天文学も研究した梅園の業績を分かりやすく紹介。